# Oswaldella laertesi
Oswaldella laertesi är en nässeldjursart som beskrevs av Peña-Cantero 2007. Oswaldella laertesi ingår i släktet Oswaldella och familjen Kirchenpaueriidae.
Artens utbredningsområde är Södra Ishavet. Inga underarter finns listade i Catalogue of Life.